# Райське шосе
«Райське шосе» (англ. Paradise Highway) — трилер 2022 року за сценарієм і режисером Анни Гутто з Жюльєт Бінош, Френком Грілло та Морганом Фріменом у головних ролях. Міжнародне спільне виробництво компаній США, Німеччини та Швейцарії , фільм вийшов у Сполучених Штатах 29 липня 2022 року компанією "Лайонсгейт" (Lionsgate).

## Акторський склад
- Жюльєт Бінош [5] — Саллі [2]
- Френк Грілло — Денніс [2]
- Морган Фрімен [6] як Герік [2]
- Хала Фінлі [1] — Лейла [7]
- Кемерон Монахен — спеціальний агент ФБР Фінлі Стерлінг [2]
- Крістіан Зайдель — Клер [2]
- Вероніка Феррес — Роуз [2]
- Дезіре Вуд у ролі Петті
- Діанн Макнейр-Сміт у ролі Доллі
- Вокер Бабінгтон — Терренс [2]
- Jwaundace Candece — Тесія [2]
- Джекі Даллас — Дебора [2]
- Джим Догерті в ролі Пола

## Виробництво
Знімання відбувалосЯ в США в Джексоні та Кларксдейлі, штат Міссісіпі, у липні 2021 року   Знімання також відбувалося у Брукхейвені, штат Міссісіпі.
Станом на серпень 2021 року фільм перебував на стадії постпродакшну. У жовтні 2021 року було оголошено, що Lionsgate придбав права на розповсюдження фільму в Північній Америці.

## Реліз
29 липня 2022 року фільм вийшов у кінотеатри та на замовлення в США компанією Lionsgate.   Фільм також показали на фестивалі в Локарно в серпні 2022 року 

## Сприйняття

### Критика
На сайті Rotten Tomatoes рейтинг схвалення фільму становить 17% на основі 18 оглядів із середнім рейтингом 5,4/10.  Він має рейтинг схвалення 48 зі 100 на основі 5 відгуків на Metacritic, що вказує на «змішані та середні відгуки». 
Джо Лейдон з Variety назвав фільм «хитро сконструйованою мелодрамою, яка не виходить за межі кліше та умовностей, а показує, наскільки корисними та ефективними вони можуть бути в правильних руках».  Роберт Деніелс з RogerEbert.com писав: «Райське шосе — це такий незвичний, тонально заплутаний проєкт, який актриса калібру Біноша підписала б, лише якщо обіцянки були порушені й вимагалася оплата».  Concepción de León The New York Times так висловився про Райське шосе: «Хоча приємно бачити, як працівники правоохоронних органів зосереджені на одужанні та підтримці жертви, а не на переслідуванні її кривдників, це не допускає великої напруги в оповіді». 

## Зовнішні посилання
- Райське шосе на сайті IMDb (англ.)